# Tram van Kraków
De tram van Kraków is de ruggengraat van het openbaar vervoer van de Poolse stad Kraków (Krakau). Het normaalsporige net wordt door Miejskie Przedsiębiorstwo Komunikacyjne w Krakowie (MKP) geëxploiteerd. Vervoer ging in 1882 met paardentrams van start; de eerste elektrische trams reden in 1901. Vanaf de jaren 1970 werd een groot deel van het materieelpark vernieuwd, maar pas in 1988 kon de laatste tweeasser uit reguliere dienst worden genomen. In 1974 werd begonnen met de aanleg van een metrotunnel. Door vele problemen tijdens de aanleg, werd in 1994 besloten de tunnel als tramtunnel te gaan gebruiken. Deze werd pas in 2008 in gebruik genomen en zo kreeg Krakau een semi-metro traject.

## Netwerk
Het totale netwerk bestaat uit (in 2022) 25 tramlijnen. Lijn 50 is een snelle express-tramlijn en maakt gebruik van de tramtunnel.

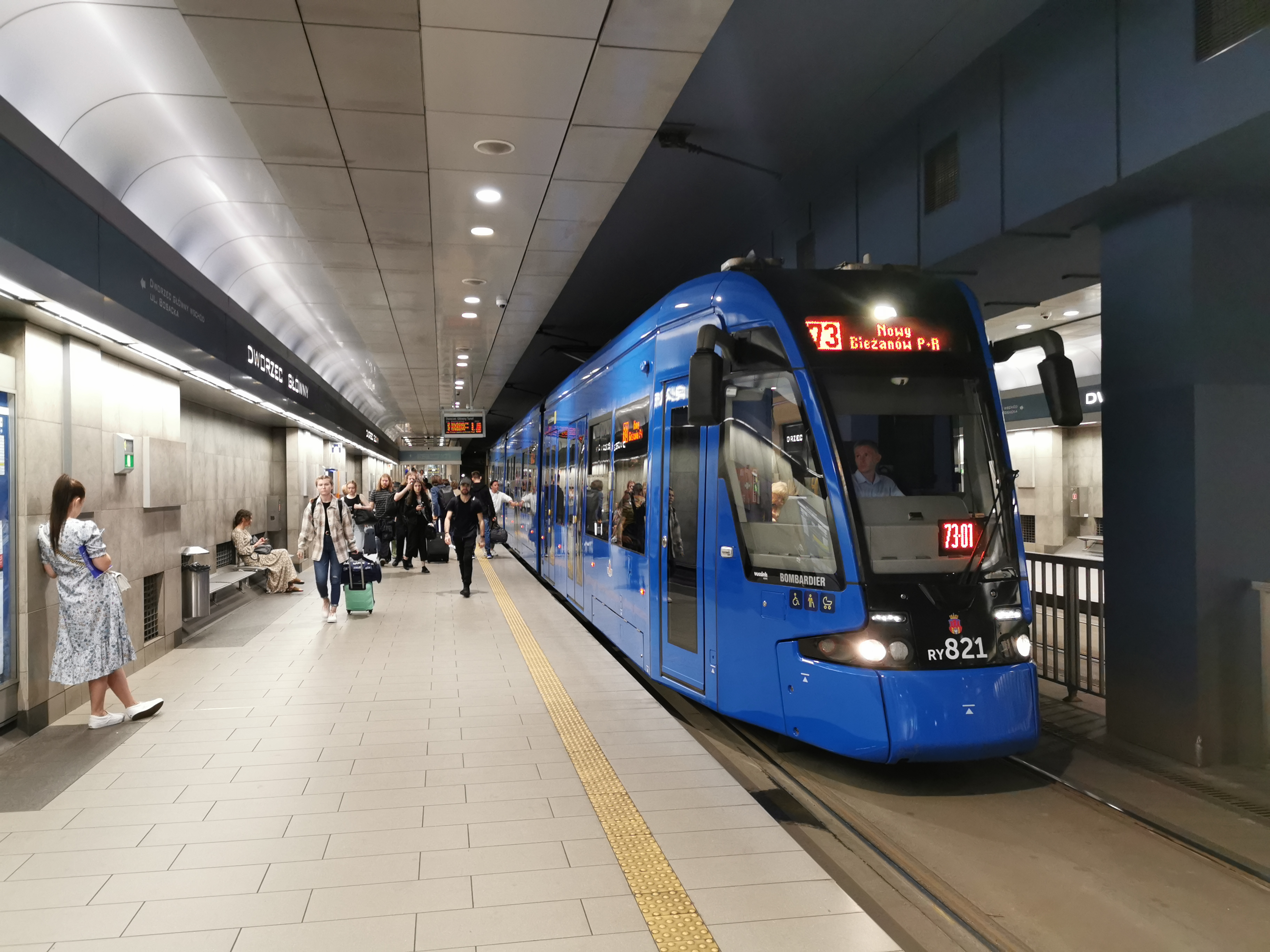
De tramtunnel in 2022.

## Materieel
In Krakau is het gebruikelijk om voor elk nieuw tramtype de naam van de fabrikant te gebruiken. Daarnaast worden nieuwe typeaanduidingen gebruikt voor series tweede hands trams die zijn verbouwd. Het overzicht is van 2022.

### Huidig
- E1 + C3: In de jaren 1960 werden aan Wenen zesassige gelede trams (type E1) van SGP/Lohner (naar ontwerp van Duewag) geleverd. Samen met de bijpassende vierassige bijwagen (type C3) kwam deze vanaf 2004 naar Krakau. Er zijn 18 stuks E1 en 10 stuks C3 in dienst.
- 105N/Na Vanaf de jaren 1970 werden van Konstal vierassers van dit type geleverd. Er zijn nog 30 stuks van in dienst. Deze vierassers rijden meestal gekoppeld.
- GT8N/C Vanaf 1973 werden aan Düsseldorf van Duewag gelede trams van het type Mannheim geleverd. Deze zijn voor Krakau voorzien van een gedeeltelijke lagevloer. Er zijn er nog 31 van in dienst.
- N8 Vanaf 1976 werden aan verschillende Duitse steden van Duewag gelede trams van het type N8 geleverd. Deze zijn voor Krakau voorzien van een gedeeltelijke lagevloer. Er zijn er nog 11 van in dienst.
- EU8N Vanaf 1979 werden aan Wenen van Duewag gelede trams van het type Mannheim (In Wenen E6 genoemd) geleverd. Deze zijn voor Krakau omgebouwd tot type EU8N met een gedeeltelijke lagevloer. Er zijn er nog 40 van in dienst.
- NGT6 Vanaf 1999 werden van Bombardier 50 lagevloertrams van het type NGT6 geleverd.
- NGT8 Vanaf 2011 werden van Bombardier 24 lagevloertrams van het type NGT8 geleverd.
- Twist 'Krakowiak' Vanaf 2014 werden van PESA 36 lagevloertrams van het type Twist geleverd.
- Tango 'Lajkonik' Vanaf 2019 worden van Stadler 110 lagevloertrams van het type Tango geleverd.